# Okres Braunau
Okres Braunau je okres v rakouské spolkové zemi Horní Rakousy. Má rozlohu 1 040,84 km² a žije zde 106 492 obyvatel (k 1. 1. 2021). Sídlem okresu je město Braunau am Inn. Okres se dále člení na 46 obcí (z toho 3 města a 5 městysů).

## Města a obce

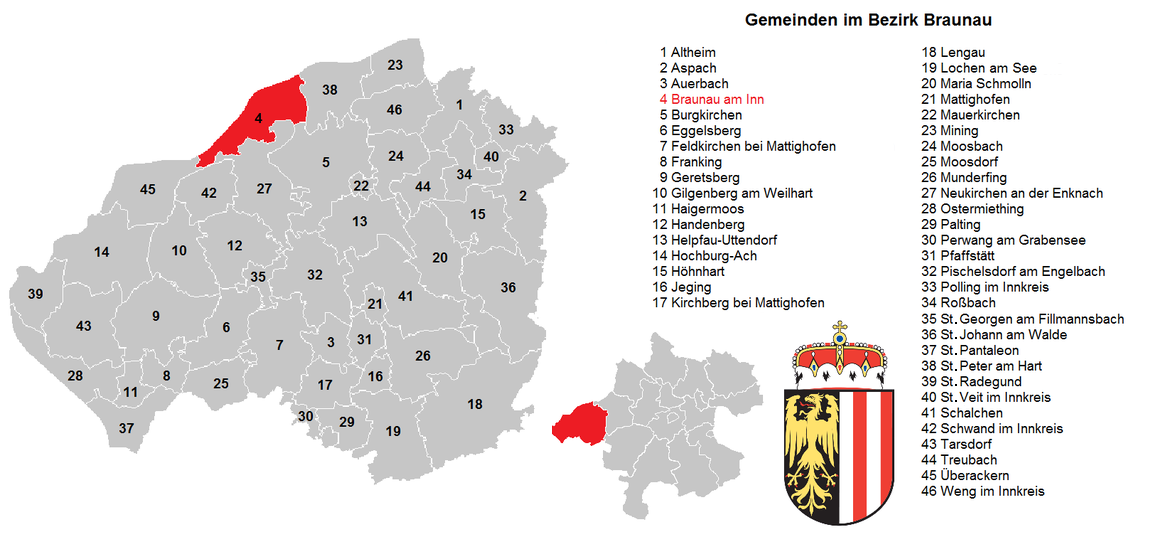
Obce v okrese Braunau

| Města: - Braunau am Inn - Mattighofen - Altheim Městysy: - Aspach - Helpfau-Uttendorf - Mauerkirchen - Ostermiething - Eggelsberg Obce - Auerbach - Burgkirchen - Feldkirchen bei Mattighofen - Franking - Geretsberg - Gilgenberg am Weilhart - Haigermoos - Handenberg - Hochburg-Ach - Höhnhart - Jeging - Kirchberg bei Mattighofen - Lengau | - Lochen am See - Maria Schmolln - Mining - Moosbach - Moosdorf - Munderfing - Neukirchen an der Enknach - Palting - Perwang am Grabensee - Pfaffstätt - Pischelsdorf am Engelbach - Polling im Innkreis - Rossbach - St. Georgen am Fillmannsbach - St. Johann am Walde - St. Pantaleon - St. Peter am Hart - St. Radegund - St. Veit im Innkreis - Schalchen - Schwand im Innkreis - Tarsdorf - Treubach - Überackern - Weng im Innkreis |